# John Goldsworthy
John Goldsworthy (* 1980) ist ein Kunst- und Antiquitätenhändler.

## Leben
Goldsworthys Eltern Anthony-John (1945–2017) und Gloria-Kristin (* 1947) beschäftigten sich beruflich mit Kunst und Antiquitäten. Seine Mutter zog später von England, wo sie einige Jahre mit ihren drei Kindern und ihrem damaligen Ehemann gelebt und für die Auktionshäuser Sotheby’s und Christie’s gearbeitet hatte, nach Deutschland.
John Goldsworthy ist gelernter Tischler. Seit 2006 beschäftigt er sich beruflich mit dem Handel von Antiquitäten; in Hildesheim betreibt er hierzu ein Ladenlokal mit dem Namen „Kunst und Tradition“.
In der sechsten und siebten Staffel der ZDF-Fernsehsendereihe Bares für Rares (2016) hatte Goldsworthy einige Auftritte, bei denen er als sachverständiger Experte ihm vorgelegte Exponate auf ihren Verkehrswert taxierte.